# Den sidste date
Den sidste date er en kortfilm instrueret af Nicolas Russell Bennetzen efter manuskript af Martin Boserup.